# Allene Ray
Pour les articles homonymes, voir Ray.
Ne doit pas être confondu avec Ray Allen.
Allene Ray, née le 2 janvier 1901 à San Antonio aux États-Unis, est une actrice américaine, du cinéma muet
.

## Biographie
Allene Ray est elevée dans un ranch du Texas, elle pratique l'équitation. Elle part à Hollywood, après avoir gagné un prix en 1920. Elle se marie au producteur Larry Wheeler et meurt d'un cancer, le 5 mai 1979 à Temple City aux États-Unis.

## Filmographie
La filmographie d'Allene Ray, comprend les films suivants  :
- 1917 : Crossed Trails (court-métrage)
- 1919 : The Wildcatter
- 1919 : The Trail's End (court-métrage)
- 1919 : Squatter's Right (court-métrage)
- 1919 : A Modern Lochinvar
- 1920 : Honeymoon Ranch
- 1920 : Ramon, the Sailmaker
- 1921 : On the High Card
- 1921 : West of the Rio Grande
- 1922 : Partners of the Sunset
- 1923 : Your Friend and Mine
- 1923 : Times Have Changed
- 1924 : The Way of a Man
- 1924 : The Fortieth Door (en)
- 1924 : Ten Scars Make a Man (en)
- 1924 : Galloping Hoofs (en)
- 1925 : Sunken Silver
- 1925 : Play Ball (en) (Serial)
- 1925 : The Green Archer (en) (Serial)
- 1925 : Trails End
- 1926 : Snowed In (en) (Serial)
- 1926 : The House Without a Key (en) (Serial)
- 1927 : Melting Millions (en)
- 1927 : Hawk of the Hills (en) (Serial)
- 1928 : The Man Without a Face (en) (Serial)
- 1928 : The Yellow Cameo (en)
- 1928 : The Terrible People (en)
- 1929 : The Black Book (en) (Serial)
- 1929 : Overland Bound
- 1930 : The Indians Are Coming (en)
- 1930 : Westward Bound
- 1931 : The Phantom (en)
- 1949 : Gun Cargo

## Galerie

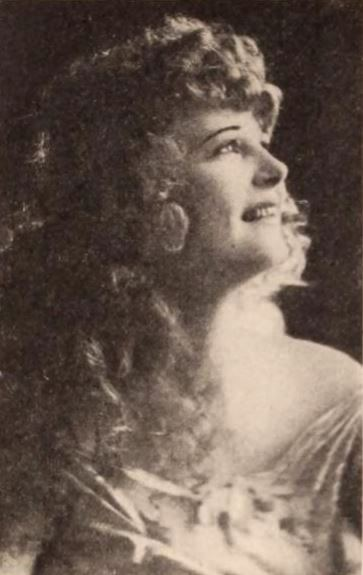
Allene Ray, dans le film Honeymoon Ranch, en 1920.
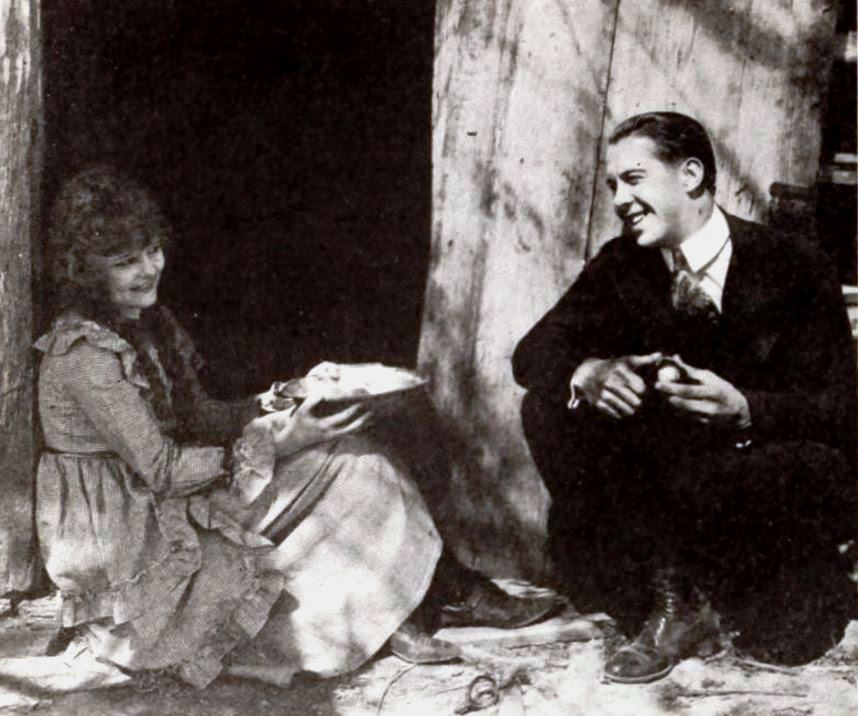
Allene Ray, dans le film Honeymoon Ranch (acteur non identifié).
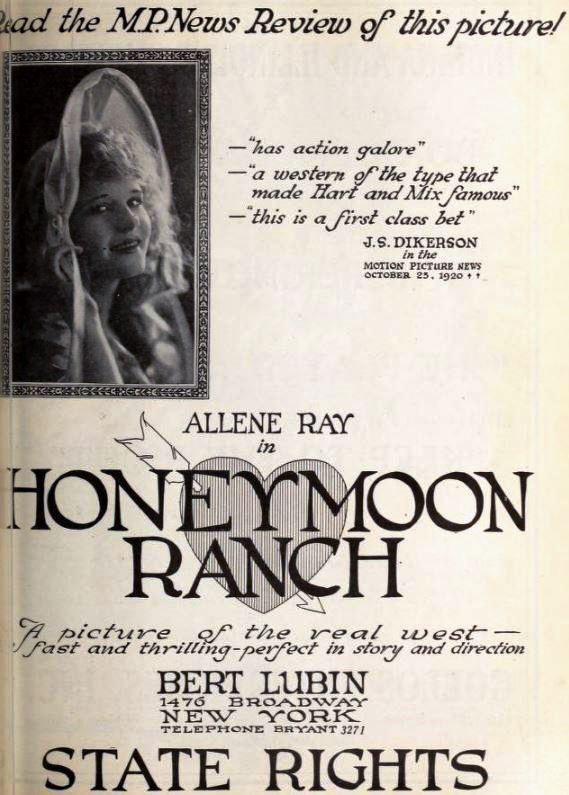
Publicité pour le film Honeymoon Ranch.
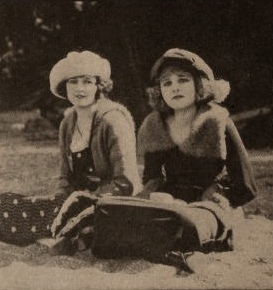
Corliss Palmer et Allene Ray dans le film Fame and Fortune Contest (1920).
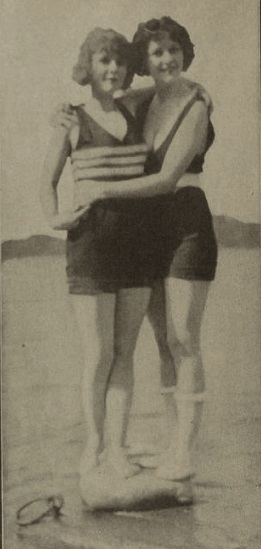
Allene Ray et Corliss Palmer dans le film Fame and Fortune Contest (1920).
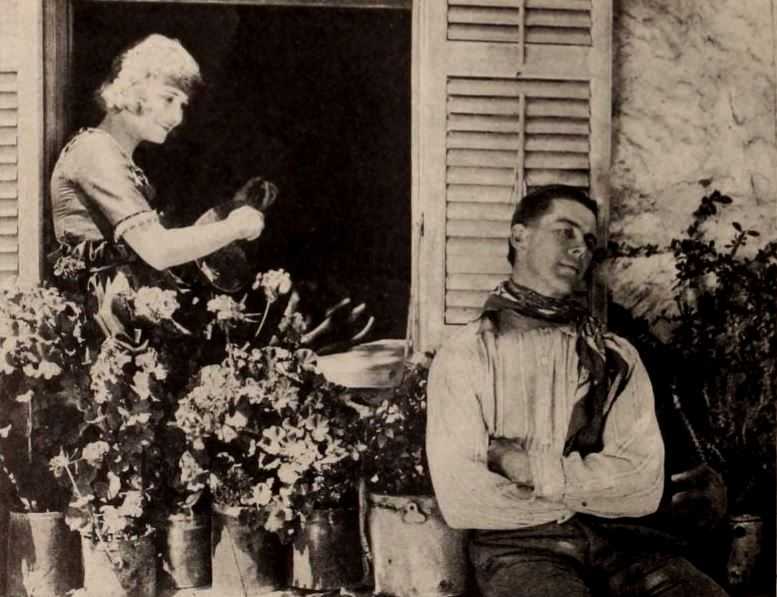
Allene Ray et Harry McLaughlindans dans le film West of the Rio Grande (1921).